# Triphaenopsis deochreata
Triphaenopsis deochreata là một loài bướm đêm trong họ Noctuidae.